# Найдангийн Намжил
Найдангийн Намжил (монг. Найдангийн Намжил, родился 5 марта 1914 года в Монголии) — монгольский шахматист.
Один из сильнейших шахматистов Монголии конца 1950 — начала 1960-х гг.
Чемпион Монголии 1959 г.
В составе сборной Монголии участник четырех шахматных олимпиад (1956, 1960, 1962 и 1964 гг.). В 1960 г. играл на 1-й доске, в 12 партиях набрал 2 очка (победил лидера сборной Греции А. Анастосопулоса, сыграл вничью с датчанином Б. Кёльвигом и тунисцем Х. Лагхой). На других олимпиадах выполнял функцию 2-го запасного участника, в общей сложности сыграл 4 партии, из которых 1 свел вничью и 3 проиграл).